# Verguleasa
Verguleasa est une commune roumaine située dans le județ d'Olt.